# Alte Handelsschule

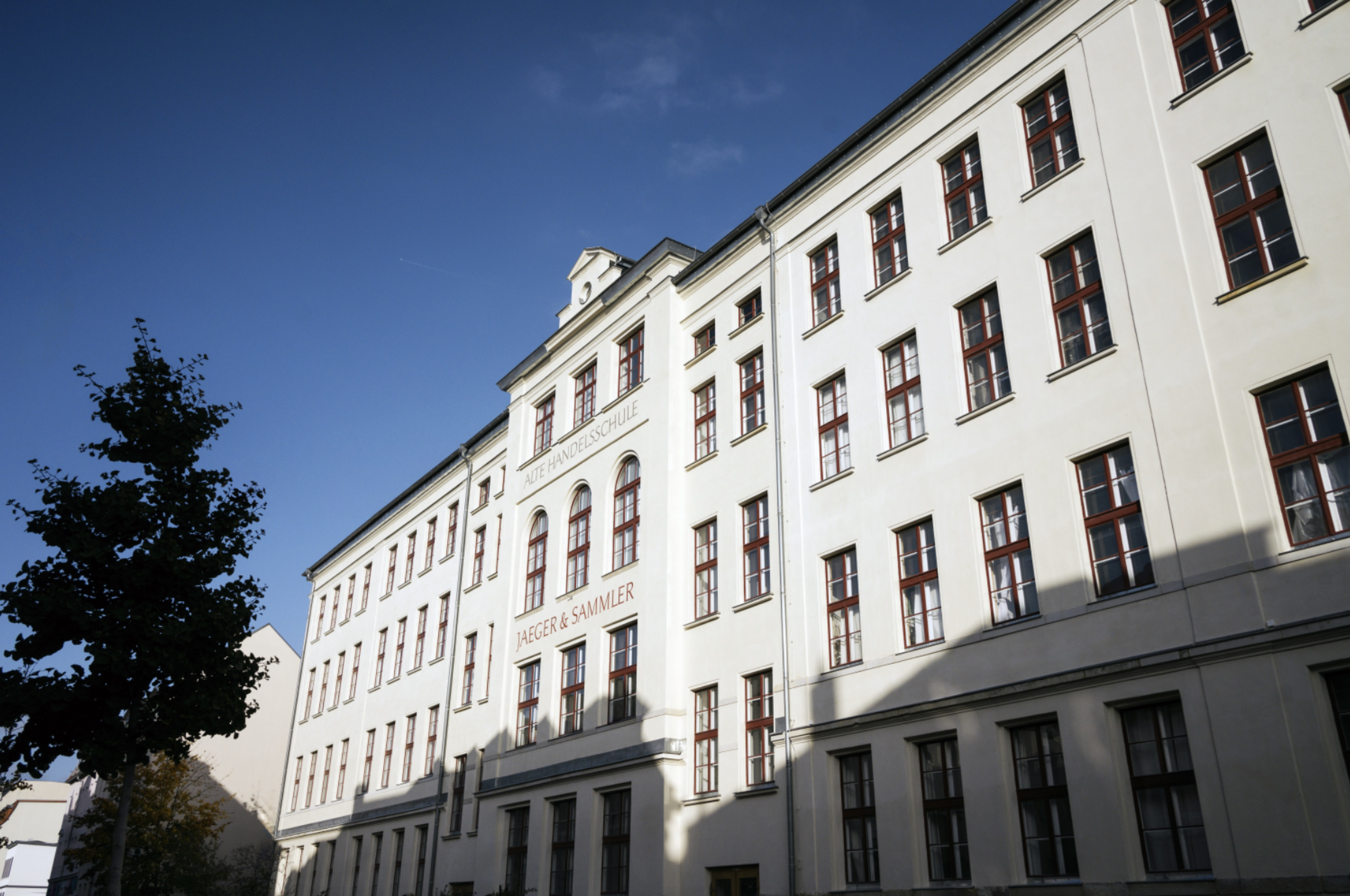
Alte Handelsschule Leipzig AHS nach Sanierung 2024

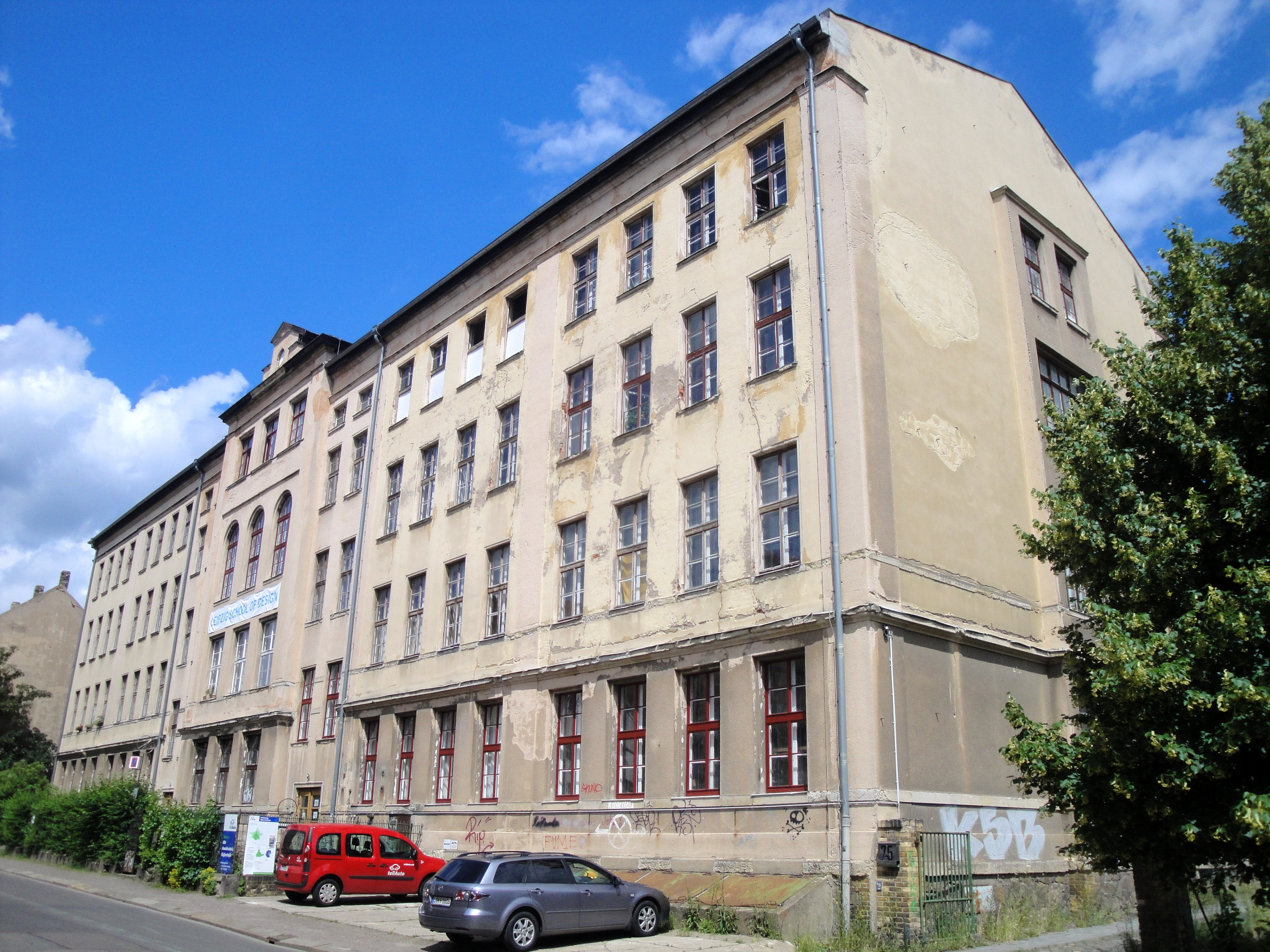
Alte Handelsschule (Gießerstraße) 2016

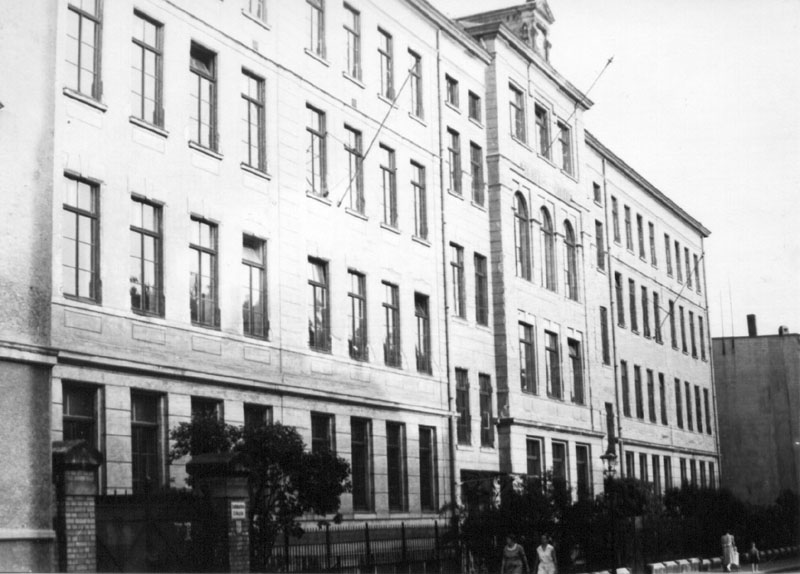
Ansicht Knabenberufsschule (Große Schule) 1937

25. Bezirksschule Leipzig, vor 1911

Die Alte Handelsschule ist ein Kunstquartier, Offspace und Bildungscampus zwischen der Gießerstraße 75 und der Dieskaustraße 26 in Leipzig-Kleinzschocher. 2009 vom Leipziger Kaufmann und Designer Falk Röhner gegründet und in „Alte Handelsschule“ umbenannt, befindet sie sich auf dem 7.000-m²-Areal der ehemaligen Kaufmännischen Berufsschulen (KBS I und KBS II) im Leipziger Westen. Der Name „Alte Handelsschule“ bezieht sich auf die rund 50-jährige Nutzung des Ensembles als Ausbildungsort für Handelsberufe in der Messestadt.

## Geschichte

### Volksschule

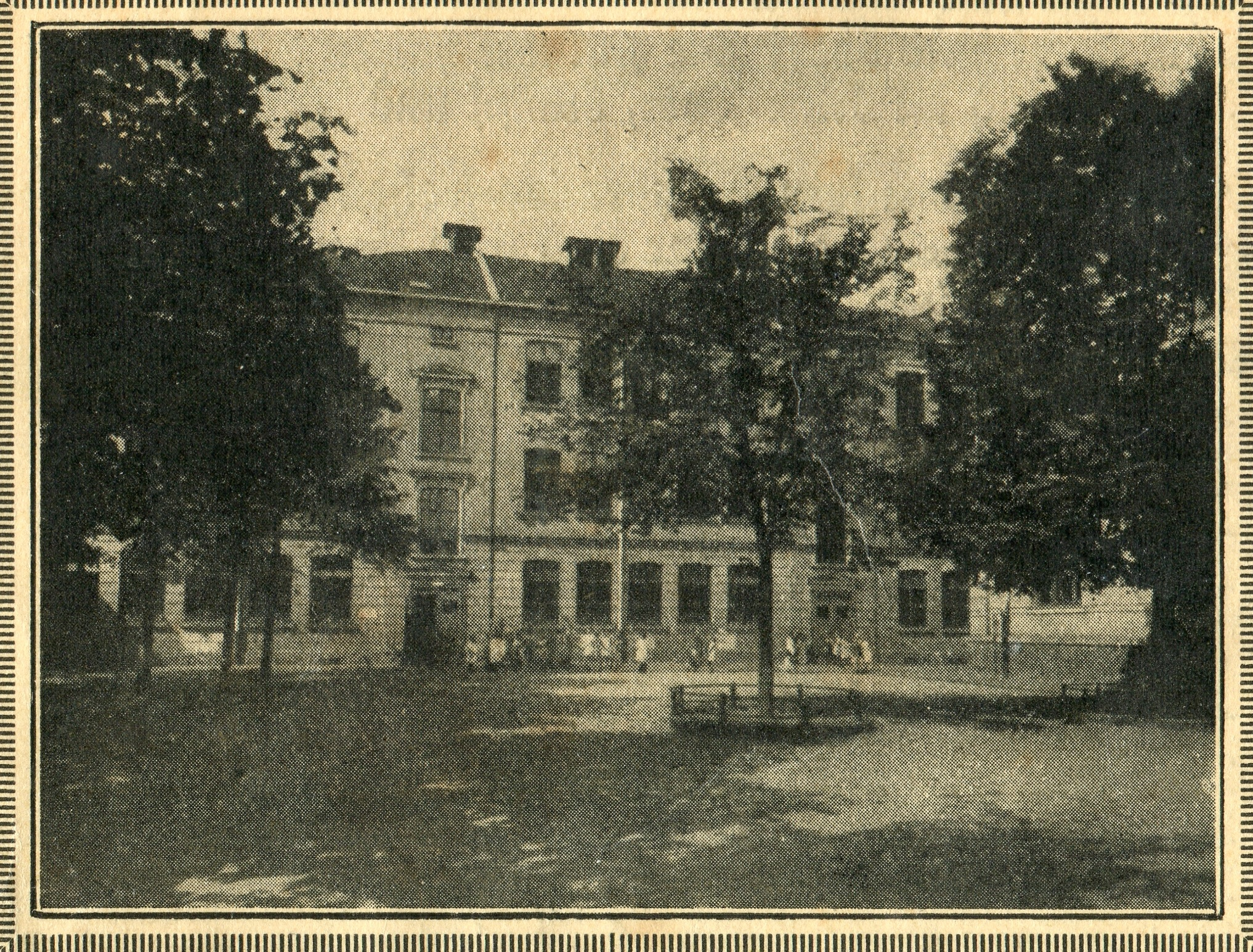
51. Volksschule in Leipzig-Kleinzschocher, 1926, Festschrift 50-jähriges Jubiläum

1599 wurde die erste Schule Kleinzschochers, vermutlich als Kirchenschule, auf dem Grundstück Windorfer Straße 44 eröffnet. Infolge des neuen sächsischen Elementarschul-Gesetzes von 1835 entstanden 1837 zwei weitere Schulen an der Windorfer Straße, die 1873 nach dem Gesetz über das Volksschulwesen als kleine Dorfschulen in einer Zentralschule zusammengefasst wurden. 1876 öffnete die erste Zentralschule in Kleinzschocher mit einem dreigeschossigen Neubau innerhalb des großzügigen Grundstücks Dieskaustraße 26, damals Plagwitzer Straße.
Mit der Expansion der Fabriken von Plagwitz nach Kleinzschocher 1888 stiegen auch die Schülerzahlen, was zu Planungen einer benachbarten größeren Schule, einer Turnhalle und Sanitäranlagen innerhalb des städtischen Grundstücks bis zur Gießerstraße 75, damals Gustav-Adolph-Straße, durch den Stadtbaurat G. Müller führte. 1890 wurde das Schulgebäude an der Dieskaustraße um einen Südflügel erweitert, 1894 wurde die Erweiterung um einen Nordflügel notwendig.
Von 1894 bis 1895 wurden umfassende Erweiterungs- und Neubauten nach Plänen der Architekten Robert Ludwig und Alfred Hülßner ausgeführt: eine Turnhalle für Jungen samt Hausmanns- und Lehrerwohnungen mit vorgelagertem Sportplatz, eine Turnhalle für Mädchen, ein 60 Meter langes dreigeschossiges Schulgebäude für Mädchen an der Gustav-Adolph-Straße, der heutigen Gießerstraße 75.
Mit dem Bezug der Meyer’schen Häuser im Westen Kleinzschochers im Jahr 1911 wurden die Kapazitäten der Schule überschritten. Nach gescheiterter Standortsuche für ein neues Schulgebäude wurde die Mädchenschule an der Gießerstraße 75 um ein Obergeschoss und einen Toilettentrakt im Norden erweitert. Nach der Erweiterung besaß die Mädchenschule insgesamt 30 Klassen. Die Abortanlage für Jungen zwischen der großen und der kleinen Schule mit Verbindungsgang wurde 1913 als Neubau errichtet.
Im Zuge der Weimarer Reichsverfassung vom August 1919 erfolgte die Umbenennung der 25. Bezirksschule in 51. Volksschule. Modernisierungsmaßnahmen unter den Architekten Bornmüller und Arzt fanden 1925 statt.

### Knabenberufsschule
1930 erfolgt die Einrichtung der VI. Knabenberufsschule für Ungelernte (Hilfsarbeiter) im Schulgebäude der Dieskaustraße 26 und Verlegung der I. und IV. Knabenberufsschulen in die Dieskaustraße 26. Eine Berufsschülerversammlung der Jugend der Revolutionären Gewerkschaftsopposition forderte 1932 im Beisein des Stadtverordneten Bruno Plache eine kostenlose, sichere Unterbringung von Fahrrädern. 1935 wurde die Gartenanlage mit zwei Sprunggruben und Baumbestand umgestaltet. Unter 783 Berufsschülern der VI. Knabenberufsschule waren lediglich 189 HJ-Mitglieder zu verzeichnen.
Ab 1940 sorgte kriegsbedingter Fliegeralarm für Unterrichtsausfälle. Soldaten und Kriegsgefangene, darunter Glaser und Tischler, wurden in der Mädchenschule einquartiert. Auch Zwangsarbeiter des Rüstungsbetriebs Allgemeine Transportanlagen-Gesellschaft wurden ab 1944 in Räumen der Mädchenschule Gießerstraße 75 untergebracht (Lager 16), sowie Wachzimmer in der Knabenschule Dieskaustraße 26 eingerichtet.

### Kaufmännische Berufsschulen
Nach dem Ende des Zweiten Weltkrieges führte die sowjetische Militärregierung ab 31. Mai 1946 ein Einheitsschulsystem ein.
1950 folgte der Umzug der Handelsschule von der Hohen Straße 45 in das Knabengebäude Dieskaustraße 26, nun Straße des Komsomol 26. Lehrlinge der Leipziger Industrie-, Großhandels- und Speditionsbetriebe aber auch angehende Drogisten und Fachverkäufer erhielten hier in der später als Kaufmännische Berufsschule II (KBS II) bezeichneten Schule ihre Ausbildung. Mit der Gründung des „FDJ-Kulturkollektivs Makarenko“ begann 1951 die Chortätigkeit mit 70 Mädchen und 40 Jungen, und die 51. Grundschule wurde mit der 52. Grundschule verschmolzen. Im Zuge der Teilung der Berufsschule Wirtschaft und Verwaltung im Dezember 1950 wurde 1954 auch die ehemalige Mädchenschule an der Gießerstraße 75 mit der Kaufmännische Berufsschule I (KBS I) bezogen. Industriekaufleute, Stenotypistinnen und weiterhin Hilfsarbeiter wurden ausgebildet.
1961 begann in der KBS II die Ausbildung zum Handelskaufmann mit Abitur (BmA). Auch die Ausbildung mit Abitur für Fachverkäufer, Polygrafen, Köche, Galvaniseure, Gießereifacharbeiter, Facharbeiter für Lagerwirtschaft und Facharbeiter für Datenverarbeitung wurden späterhin eingerichtet. Schüler und Lehrer der KBS II bauten 1973 in Eigeninitiative einen FDJ-Klubkeller. 1977 eröffnete ein Finanzkabinett mit Banknoten und Wertpapieren aus über 100 Ländern in der KBS I.

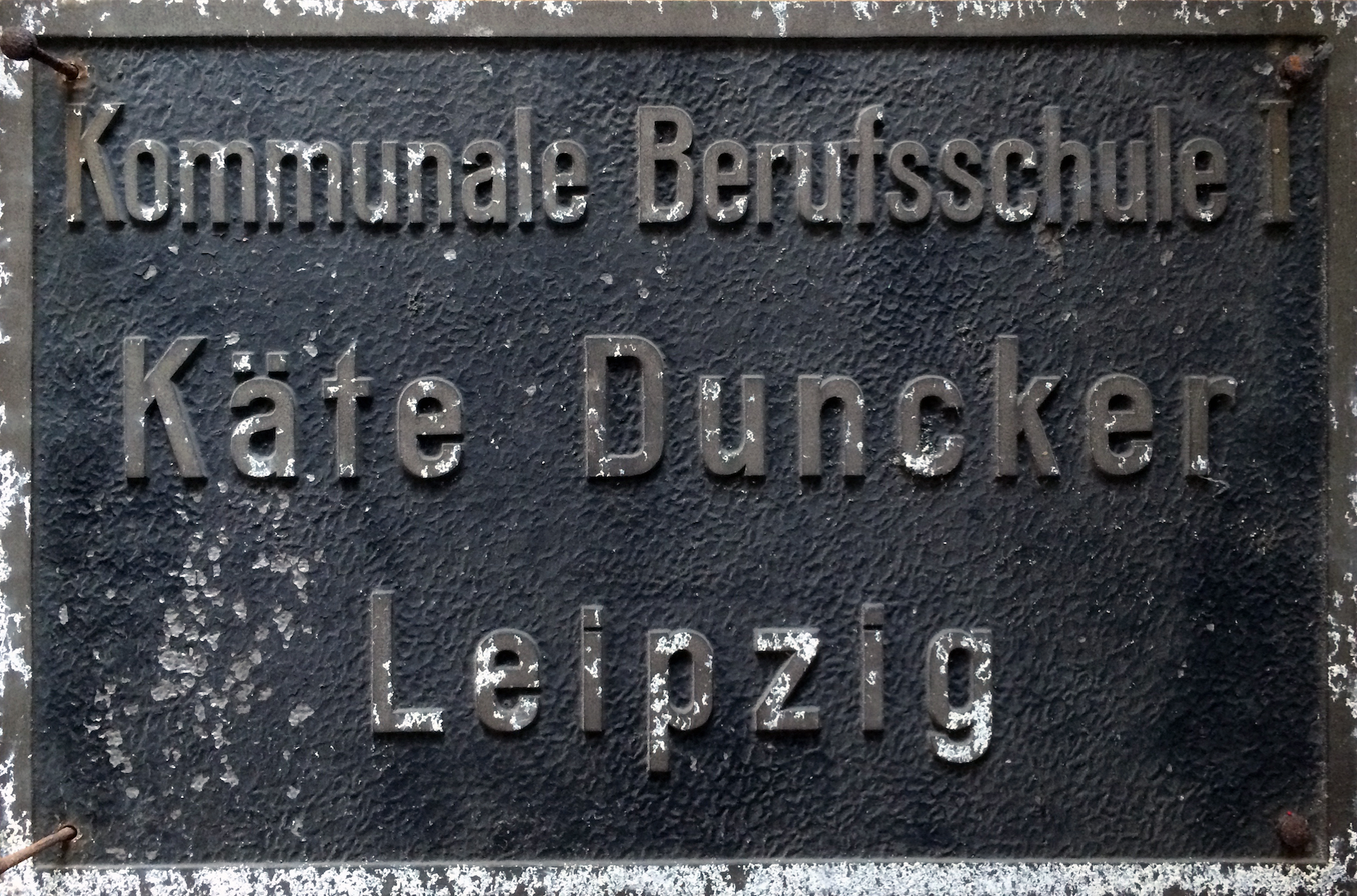
Schulschild KBS I „Käthe Duncker“ 1987

In den 1970er- und 1980er-Jahren wurden Wirtschaftskaufleute (Industriekaufleute, Handelskaufleute, Gebäudewirtschaft) und Finanzkaufleute (Bankkaufleute und Versicherungskaufleute) unterrichtet. Die KBS I und II pflegten besonders enge Beziehungen zu Betrieben wie VEB Vestis und RFT-Nachrichtenelektronik. Partnerbeziehungen zu Schulen aus der Sowjetunion und der CSSR wurden ausgebaut. 1981 erhielt die KBS I den Namen „Käte Duncker“. Seit 1982 bezeichnete man die Kaufmännischen Berufsschulen als Kommunale Berufsschulen. 1985 wurde der KBS II der Name „Erika von Brockdorff“ verliehen.

### Berufsschulzentrum 1
Mit der politischen Wende in DDR 1989/90 begann die Neustrukturierung der kaufmännischen Ausbildung unter wechselseitiger Schulpartnerschaft der KBS II mit der Kaufmännischen Berufsschule im schwäbischen Biberbach. Die KBS I unterhielt Beziehungen zur Berufsbildenden Schule 13 in Hannover. Der Unterricht orientierte sich vorerst an den Lehrplänen aus Baden-Württemberg. 1993 verschmolzen KBS I und II zum neu gegründeten Berufsschulzentrum 1 (BSZ 1) und zwischen 1999 und 2005 erfolgte die Umsetzung des BSZ 1 in die Crednerstraße 1 im Süden Leipzigs. Anfang 2005 wurden die Schulen gesichert, ihr Abriss geplant und eine Zwischennutzung für „Leipziger Sportfreunde“ (Chemie Ultras) gestattet.

## Alte Handelsschule seit 2009
2009 erwarb Falk Röhner das Erbbaurecht über das Gelände der Kommunalen Berufsschulen von der Stadt Leipzig. Der bereits mit 700.000 Euro vom ASW mit EFRE-Fördermitteln budgetierte Abriss sämtlicher Schulgebäude des Standortes, bis auf die Kleine Turnhalle, wurde von Röhner gestoppt und eine privat finanzierte Instandsetzung des denkmalgeschützten Campus begonnen. Es entstand für mehr als 100 bildende Künstler und Kunsthandwerker, für Kunstakademie, reformpädagogische Bildungsräume und Designschule (LSOD) ein sich behutsam entwickelndes, internationales Kunstquartier mit schultypischen Seminar- und Atelierräumen. Die Kunsthistorikerin Barbara Röhner kuratiert für den Kunstförderverein ars*avanti vor Ort Kunstausstellungen und organisiert seit 2001 die jährlich stattfindenden Offenen Ateliers in Leipzig.
Das heutige Areal der Alten Handelsschule ist ein Ensemble aus fünf Gebäuden (Seite Gießerstraße 75: Große Schule, Große Turnhalle und Wildkammer; Seite Dieskaustraße 26: Kleine Schule und Kleine Turnhalle) und ist nach der Leipziger Baumwollspinnerei und dem Westwerk Leipzig das drittgrößte Kunstquartier im Leipziger Westen, in Nachbarschaft zum Tapetenwerk und Kunstkraftwerk.

## Ausstellungen (Auswahl)
- 2011 – Gert Kiermeyer[10]: Fotografie
- 2012 – Rolf Arnold : fotografien
- 2013 – Rainer Jacob[11] : Jagdfieber
- 2014 – Björn Raupach : METARMOPHOSEN
- 2015 – Aki Benemann[12] : Beckmann, brüllen Sie – Nachdenkliches in Malerei und Grafik

- 2016 – Rolf Kuhrt : Werkschau zum 80.
- 2016 – Alex Belavin[13] : Autokino[14]
- 2017 – Tilmann Kuhrt[15] und Schüler der LSOD : Fluchtpunkte
- 2018 – PILOTENKUECHE : Unheimlich[16]

## Künstler (Auswahl)
Julianne Csapo, Zora Berweger, Isabelle Dutoit, Frank Berendt, Lee D. Böhm, Heidi Baudrich, Frank Tangermann, Robert Genschorek, David Schnell, Martin Kobe, Oliver Stäudlin, Johann Schäfer, Torsten Pfeffer und Anja Kampmann.

## Akteure (Auswahl)
- ars*avanti | Kunstverein (Dr. Barbara Röhner)[30]
- Bootshaus Karl-Heine-Kanal (Thomas Kuban)
- Freie Kunstakademie Leipzig (Matthias Herrmann)[31][32]
- Lutir – Instrumentenbau (Martin Hurttig und Gregor Hering)[33]
- Atelier für Bewegung (David Jeker)[34]
- ISO Studios (Christoph Meyer)[35]
- Seminarräume Otto Herz
- izMi.fashion Martina Gottwald[36]